# Tsenovo
Tsenovo (Bulgaars: Ценово) is een dorp in de  Bulgaarse  oblast Roese. Het dorp Tsenovo is het administratieve centrum van de gelijknamige gemeente Tsenovo. Het dorp Tsenovo ligt op 32 km afstand van Svisjtov en 45 km van Roese.

## Geografie
De gemeente Tsenovo is gelegen in het westelijke deel van de oblast Roese. Met een oppervlakte van 258,204 vierkante kilometer is het de zevende van de acht gemeenten van de oblast en omvat het 8,92% van het totale grondgebied van de oblast. De grenzen zijn als volgt:
- in het oosten - gemeente Borovo;
- in het zuiden - gemeente Bjala;
- in het zuidwesten - gemeente Polski Trambesj, oblast Veliko Tarnovo;
- in het westen - gemeente Svishtov, oblast Veliko Tarnovo; en
- in het noorden - Roemenië.

## Bevolking
Op 31 december 2020 telde het dorp Tsenovo 1.357 inwoners, terwijl de gemeente Tsenovo, inclusief 8 andere dorpen, zo'n 4.740 inwoners had.
|          | 1934     | 1946     | 1956     | 1965     | 1975     | 1985   | 1992  | 2001  | 2011  | 2020  |
| -------- | -------- | -------- | -------- | -------- | -------- | ------ | ----- | ----- | ----- | ----- |
| Dorp     | onbekend | onbekend | onbekend | onbekend | onbekend | 2 408  | 2 238 | 2 046 | 1 579 | 1 357 |
| Gemeente | 16 056   | 18 177   | 16 390   | 15 092   | 12 857   | 10 879 | 9 472 | 7 975 | 5 923 | 4 740 |

### Religie
De laatste volkstelling werd uitgevoerd in februari 2011 en was optioneel. Van de 5 923 inwoners reageerden er 4 269 op de volkstelling. Van deze 7 265 ondervraagden waren er 3 462 lid van de Bulgaars-Orthodoxe Kerk, oftewel 81,1% van de ondervraagden. De rest van de bevolking had een andere geloofsovertuiging of was niet religieus. 
| Religieuze samenstelling in februari 2011 | Religieuze samenstelling in februari 2011 | Religieuze samenstelling in februari 2011 | Religieuze samenstelling in februari 2011 | Religieuze samenstelling in februari 2011 |
| ----------------------------------------- | ----------------------------------------- | ----------------------------------------- | ----------------------------------------- | ----------------------------------------- |
|                                           |                                           |                                           |                                           |                                           |
| Bulgaars-Orthodoxe Kerk                   | Bulgaars-Orthodoxe Kerk                   |                                           | 81,10%                                    | 81,10%                                    |
| Katholieke Kerk                           | Katholieke Kerk                           |                                           | 0,70%                                     | 0,70%                                     |
| Protestantisme                            | Protestantisme                            |                                           | 0,89%                                     | 0,89%                                     |
| Islam                                     | Islam                                     |                                           | 5,36%                                     | 5,36%                                     |
| Geen                                      | Geen                                      |                                           | 6,44%                                     | 6,44%                                     |
| Anders/ Onbekend                          | Anders/ Onbekend                          |                                           | 5,51%                                     | 5,51%                                     |

## Kernen
De gemeente Tsenovo bestaat uit de onderstaande negen dorpen:
| Plaats         | Cyrillisch    | Bevolking (2020) |
| -------------- | ------------- | ---------------- |
| Beltsov        | Белцов        | 336              |
| Beljanovo      | Беляново      | 75               |
| Dolna Stoedena | Долна Студена | 748              |
| Dzjoeljoenitsa | Джулюница     | 174              |
| Karamanovo     | Караманово    | 680              |
| Krivina        | Кривина       | 335              |
| Novgrad        | Новград       | 813              |
| Piperkovo      | Пиперково     | 222              |
| Tsenovo        | Ценово        | 1.357            |
| Total          |               | 4.740            |